# God Help the Girl
God Help the Girl é um filme de 2014 dirigido por Stuart Murdoch. Foi lançado no Brasil no Festival do Rio em 30 de setembro de 2014 e em Portugal no dia 25 de abril de 2015 no Festival IndieLisboa.

## Enredo
Eve escapa do hospital psiquiátrico onde ela está sendo tratada de anorexia nervosa e faz seu caminho para Glasgow, na esperança de se tornar música. Em um show, ela conhece James, um salva-vidas e aspirante a compositor. Ele apresenta a sua estudante de guitarra Cassie e os três se tornam amigos. Eve atende Anton, um cantor arrogante de Wobbly-Legged Rat, uma banda de Glasgow atraindo a atenção de uma estação de rádio local. Ela dá-lhe uma fita de sua música para passar e eles começam a ver um ao outro.
James convence Eve que ela precisam de baixo e bateria para terminar suas canções. Eles e Cassie formam uma banda, God Help the Girl, com alguns músicos locais. Anton admite que nunca deu fita de Eva para os produtores de rádio, dizendo que ela precisa de uma melhor produção e musicalidade, e eles discutem. James descobre o relacionamento de Eve com Anton e torna-se distanciado dela. Sentindo-se sozinha, Eve toma drogas e retorna ao hospital. Ela diz a James que planeja cursar uma faculdade de música em Londres, e eles se reconciliam. Depois de God Help the Girl realizar seu concerto final, a estação de rádio toca a fita de Eve. No dia seguinte, ela vai para Londres.[carece de fontes?]

## Elenco
- Emily Browning ... Eve
- Olly Alexander ... James
- Hannah Murray ... Cassie
- Pierre Boulanger ... Anton

## Recepção
No agregador de críticas dos Estados Unidos, o Rotten Tomatoes, na pontuação onde a equipe do site categoriza as opiniões da  grande mídia e da mídia independente apenas como positivas ou negativas, o filme tem um índice de aprovação de 67% calculado com base em 76 comentários dos críticos. Por comparação, com as mesmas opiniões sendo calculadas usando uma média aritmética ponderada, a nota alcançada é 5.69/10 que é seguida do consenso: "Embora possa parecer aos espectadores de coração mais duro como excessivamente bizarro, God Help the Girl flutua em seu doce charme e elenco talentoso".
Em outro agregador de críticas também dos Estados Unidos, o Metacritic, que calcula as notas usando somente uma média aritmética ponderada de determinados veículos de comunicação em maior parte da grande mídia, o filme tem 25 avaliações da imprensa anexadas no site e uma pontuação de 58 entre 100, com a indicação de "revisões mistas ou neutras".

## Prêmio
O filme ganhou o Prêmio especial do Juri do Festival Sundance de Cinema 2014 pela atuação do elenco principal.